# Rosemary E. Bancroft-Marcus
Rosemary E. Bancroft-Marcus (* vor 1974) ist eine britische Neogräzistin.
Bancroft-Marcus studierte zunächst Klassische Philologie am Exeter College, Oxford. Nach dem B.A. nahm sie ein Stipendium des British Council für einen einjährigen Studienaufenthalt in Griechenland und Kreta wahr. 1978 wurde sie an der Universität Oxford im Fachbereich Medieval and Modern Languages mit einer Dissertation zu dem kretischen Renaissancedichter Georgios Chortatsis zum D. Phil. promoviert. Sie lebt nunmehr als Privatgelehrte und Lehrerin in Oxford und in Rixensart in der Nähe von Brüssel und zählt zu den führenden Gelehrten auf dem Gebiet der Literatur der kretischen Renaissance. Lehraufträge führten sie an die Universitäten Genf und Oxford.
Bancroft heiratete 1974 in Oxford den Physiker Frederick Barry Marcus.

## Schriften (Auswahl)
- Georgios Chortatsis: Plays of the Cretan Renaissance. Edited by Rosemary E. Bancroft-Marcus. 2 Bde., Clarendon Press, Oxford 2013–2014, ISBN 0-19-815808-4.
- A dainty dish to set before a king: Natale Conti and his translation of Athenaeus' Deipnosophistae. In: Athenaeus And His World. Reading Greek Culture in the Roman Empire. Ed. by David Braund and John Wilkins. University of Exeter Press, 2000, ISBN 9780859896610, Ss. 53–76.
- Attitudes to women in the drama of Venetian Crete. In: Women in Italian Renaissance Culture and Society. Edited by Letizia Panizza. Legenda, Oxford, 2000, online, Inhaltsverzeichnis
- The Cretan Academies and the Imprese of Erotokritos. In: Cretan Studies 3, 1992, 21–45.
- Interludes. In: Literature and Society in Renaissance Crete. Edited by David Holton. Cambridge University Press, 1991, 159–178, Zusammenfassung
- The Pastoral Mode. In: Literature and Society in Renaissance Crete. Edited by David Holton. Cambridge University Press, 1991, 79–102, Zusammenfassung
- Women in the Cretan Renaissance (1570–1669). In: Journal of Modern Greek Studies 1.1, 1983, 19–38, online.
- Literary Cryptograms and the Cretan Academies. In: Byzantine and Modern Greek Studies 8, 1982, 47–76, Zusammenfassung
- The Editing of Panoria and the Prologue of Apollo. In: Κρητολογία 10/11, 1980, 135–163.
- Georgios Chortatsis and his Works. A Critical Review. In: Μαντατοφόρος 16 (1980) 13—46, Zusammenfassung
- Georgios Chortatsis, 16th-century Cretan Playwright: A Critical Study. D.Phil. dissertation, Oxford University, 1978.